# Ильин, Сергей Иванович (российский футболист)
Сергей Иванович Ильин (5 августа 1968) — советский и российский футболист, защитник и полузащитник.

## Карьера
Футбольную карьеру начал в 1991 году в клубе «Волжанин» Кинешма из второй лиги. В том же году перешёл в выступавший в первой лиге ленинградский «Зенит», за который до конца сезона сыграл 6 игр. В 1992 году в высшей лиге первого чемпионата России провёл за «Зенит» 16 игр, забил один мяч. Следующие три сезона провёл в высшей лиге в составе «КАМАЗа» (Набережные Челны) (первый круг 1993 года, 14 игр) и камышинского «Текстильщика» (со второго круга-1993, 15 игр, 1 мяч). Впоследствии выступал за «Торпедо» Владимир (вторая лига, 1995), «Спартак» Брянск (третья лига, 1997), «Спартак-Телеком» Шуя (второй дивизион, 1998). В 1999 году играл за «Ковровец» и балашовский «Хопёр» из КФК.